# 日本学士院学術奨励賞
日本学士院学術奨励賞（にっぽんがくしいんがくじゅつしょうれいしょう、英語: Japan Academy Medal）は、日本学士院の賞である。

## 概要
日本学士院は学術上特にすぐれた論文、著書その他の研究業績に対する授賞事業を行っている（日本学士院法第8条1項1号）。日本学士院による賞は、日本の学術賞としては最も権威ある賞である。日本学士院学術奨励賞は若手研究者を顕彰して今後の研究を奨励することを目的として、2004年に創設された。受賞者は、独立行政法人日本学術振興会の日本学術振興会賞受賞者の中から選ばれる。

## 名称
英語での名称は「Japan Academy Medal」である。

## 歴代受賞者
| 回数   | 授賞式開催日  | 受賞者     | 学位             | 研究題目                                                                                                 |
| ------ | ------------- | ---------- | ---------------- | --- |
| 第1回  | 2005年3月22日 | 勝又直也   | Ph.D.            | 中世ヘブライ文学を中心とした、地中海・中東の比較文学・比較文化研究                                       |
| 第1回  | 2005年3月22日 | 高柳広     | 博士（医学）     | 免疫系による骨代謝制御の研究                                                                             |
| 第1回  | 2005年3月22日 | 長谷部光泰 | 博士（理学）     | 植物の分子系統と器官形成進化の分子機構の研究                                                             |
| 第1回  | 2005年3月22日 | 望月新一   | Ph.D.            | p進的な手法によるグロタンディークの遠アーベル幾何予想の解決など双曲的代数曲線の数論幾何に関する研究      |
| 第1回  | 2005年3月22日 | 渡辺靖     | Ph.D.            | 現代アメリカにおける文化の政治学とコミュニティーに関する民族誌的分析                                     |
| 第2回  | 2006年3月9日  | 星泉       | 博士（文学）     | 現代チベット語（ラサ方言）の記述言語学的研究                                                             |
| 第2回  | 2006年3月9日  | 馬建鋒     | 博士（農学）     | 植物のミネラルストレス耐性機構に関する研究                                                               |
| 第2回  | 2006年3月9日  | 松井彰彦   | Ph.D.            | ゲーム理論の観点から社会現象全体を解釈しようとする研究                                                   |
| 第2回  | 2006年3月9日  | 横尾真     | 博士（工学）     | マルチエージェントシステムにおける分散制約充足問題の研究                                                 |
| 第2回  | 2006年3月9日  | 渡邊嘉典   | 博士（理学）     | 染色体の均等分裂と還元分裂の違いを作る分子機構                                                           |
| 第3回  | 2007年3月2日  | 石原あえか | Ph.D.            | ゲーテの《自然という書物》：近代ドイツ文学における自然科学受容についての一考察                           |
| 第3回  | 2007年3月2日  | 岩田想     | 博士（農学）     | 膜タンパク質の結晶構造解析                                                                               |
| 第3回  | 2007年3月2日  | 大森賢治   | 博士（工学）     | アト秒コヒーレント制御法の開発と応用                                                                     |
| 第3回  | 2007年3月2日  | 近藤孝弘   | 博士（教育学）   | 国際関係における歴史教育政策に関する比較研究                                                             |
| 第3回  | 2007年3月2日  | 古澤明     | 博士（工学）     | 量子テレポーテーションネットワークの基礎研究                                                             |
| 第4回  | 2008年3月3日  | 青山和夫   | 博士（人類学）   | 古典期マヤ人の日常生活と政治経済組織の研究                                                               |
| 第4回  | 2008年3月3日  | 大越慎一   | 博士（理学）     | 磁気化学を基盤とした新規磁気物性の創出に関する研究                                                       |
| 第4回  | 2008年3月3日  | 沖大幹     | 博士（工学）     | 地球規模の水循環変動と世界の水資源需給の予測                                                             |
| 第4回  | 2008年3月3日  | 林康紀     | 博士（医学）     | 海馬シナプス可塑性の分子機構                                                                             |
| 第4回  | 2008年3月3日  | 藤原徹     | 博士（農学）     | 植物におけるホウ素輸送体の発見                                                                           |
| 第5回  | 2009年3月9日  | 小泉修一   | 博士（薬学）     | グリア細胞による脳機能の制御                                                                             |
| 第5回  | 2009年3月9日  | 辻雄       | 博士（数理科学） | ｐ進ホッジ理論とその応用                                                                                 |
| 第5回  | 2009年3月9日  | 納富雅也   | 博士（工学）     | フォトニック結晶中の新奇な物理現象の探索とその応用                                                       |
| 第5回  | 2009年3月9日  | 古澤泰治   | 博士（経済学）   | 国際政治経済学へのゲーム理論的アプローチ                                                                 |
| 第5回  | 2009年3月9日  | 宮紀子     | 博士（文学）     | モンゴル時代の文化政策と出版活動                                                                         |
| 第5回  | 2009年3月9日  | 若山照彦   | 博士（農学）     | バイオテクノロジーによる新たな動物繁殖技術の開発                                                         |
| 第6回  | 2010年3月1日  | 川合伸幸   | 博士（心理学）   | 認知と学習の起源に関する比較認知心理学的研究                                                             |
| 第6回  | 2010年3月1日  | 後藤由季子 | 博士（理学）     | 細胞の増殖・生死・分化運命を制御するシグナル伝達機構の解明                                               |
| 第6回  | 2010年3月1日  | 東原和成   | Ph.D.(理学)      | 匂いやフェロモンを感知する嗅覚の分子メカニズムに関する研究                                               |
| 第6回  | 2010年3月1日  | 西村玲     | 博士（文学）     | 普寂を中心とする日本近世仏教思想の研究                                                                   |
| 第6回  | 2010年3月1日  | 畠賢治     | 博士（工学）     | カーボンナノチューブ合成の基礎と用途開発への応用に関する研究                                             |
| 第6回  | 2010年3月1日  | 望月拓郎   | 博士（理学）     | 調和バンドルの漸近挙動の研究                                                                             |
| 第7回  | 2011年3月3日  | 葛山智久   | 博士（農学）     | 微生物の多様なテルペノイド生合成機構の解明                                                               |
| 第7回  | 2011年3月3日  | 齊藤英治   | 博士（工学）     | スピン流物理現象及び応用技術の開拓                                                                       |
| 第7回  | 2011年3月3日  | 松浦健二   | 博士（農学）     | シロアリの社会生態の総合的解明とその応用                                                                 |
| 第7回  | 2011年3月3日  | 森肇志     | 博士（法学）     | 国際政治経済学へのゲーム理論的アプローチ                                                                 |
| 第7回  | 2011年3月3日  | 山中由里子 | 博士（学術）     | 中世中東世界におけるアレクサンドロス大王像の比較文学比較文化研究                                         |
| 第7回  | 2011年3月3日  | 渡部平司   | 博士（工学）     | 半導体表面・界面科学を基軸とした次世代エレクトロニクスの創成                                             |
| 第8回  | 2012年2月27日 | 市大樹     | 博士（文学）     | 日本古代の木簡と交通制度                                                                                 |
| 第8回  | 2012年2月27日 | 高井研     | 博士（農学）     | 極限環境微生物の探索と生態系駆動原理の解明、および地球－生命初期進化研究への展開                         |
| 第8回  | 2012年2月27日 | 田中貴浩   | 博士（理学）     | ブレーン重力の研究                                                                                       |
| 第8回  | 2012年2月27日 | 泊幸秀     | 博士（工学）     | 小分子RNAがはたらく分子基盤の解明とその応用                                                              |
| 第8回  | 2012年2月27日 | 西村栄美   | 博士（医学）     | 色素幹細胞の同定、および維持制御と毛髪老化のメカニズムの解明                                             |
| 第8回  | 2012年2月27日 | 平田聡     | 博士（理学）     | ヒトとチンパンジーの比較認知研究による社会的知性の進化的起源の解明                                       |
| 第9回  | 2013年2月4日  | 池谷裕二   | 博士（薬学）     | 機能的画像法を用いた脳回路システムの作動原理の解明                                                       |
| 第9回  | 2013年2月4日  | 大友明     | 博士（工学）     | 高品質酸化物絶縁体界面での金属伝導                                                                       |
| 第9回  | 2013年2月4日  | 隠岐さや香 | 博士（学術）     | パリ王立科学アカデミーを中心とした18世紀フランスの科学技術史的、社会史的研究                             |
| 第9回  | 2013年2月4日  | 河原林健一 | 博士（理学）     | 先端的グラフ理論を利用した離散数学、計算機学にわたる横断的研究                                           |
| 第9回  | 2013年2月4日  | 野尻秀昭   | 博士（農学）     | 難分解性環境汚染物質の分解細菌が有する分解能の分子基盤の解明                                             |
| 第9回  | 2013年2月4日  | 松島法明   | 博士（工学）     | 産業組織の理論的分析                                                                                     |
| 第10回 | 2014年2月10日 | 井出哲     | 博士（理学）     | 微小地震から巨大地震まで適用可能な地震発生過程物理学の構築                                               |
| 第10回 | 2014年2月10日 | 印南秀樹   | 博士（理学）     | ゲノム情報を用いた進化メカニズムの一般法則の理論的解明                                                   |
| 第10回 | 2014年2月10日 | 後藤真孝   | 博士（工学）     | 計算機による音楽・音声の自動理解とそのインタフェース応用に関する先駆的研究                               |
| 第10回 | 2014年2月10日 | 小林研介   | 博士（理学）     | 固体量子素子における多体効果と非平衡ゆらぎに関する実験的研究                                             |
| 第10回 | 2014年2月10日 | 斎藤通紀   | 博士（医学）     | マウス生殖細胞の発生機構の解明とその試験管内再構成                                                       |
| 第10回 | 2014年2月10日 | 佐藤仁     | 博士（学術）     | 『資源』の認識と分配に着目した国際協力研究                                                               |
| 第11回 | 2015年2月24日 | 田中敬二   | 博士（工学）     | 高分子界面における局所構造・物性の評価法確立と高分子の機能化に関する研究                                 |
| 第11回 | 2015年2月24日 | 鶴見太郎   | 博士（学術）     | パレスチナ紛争の起源としてのシオニズムの世界観に関する歴史社会学的研究                                   |
| 第11回 | 2015年2月24日 | 中辻知     | 博士（理学）     | 強相関電子系における新しい量子物性の開拓                                                                 |
| 第11回 | 2015年2月24日 | 中村和弘   | 博士（薬学）     | 体温中枢が体温調節効果器に指令する中枢神経回路機構の解明                                                 |
| 第11回 | 2015年2月24日 | 長谷川修一 | Ph. D.           | 碑文史料・考古資料・旧約本文の史料批判に基づく紀元前１千年紀南レヴァント史の研究                         |
| 第11回 | 2015年2月24日 | 濱野吉十   | 博士（工学）     | 微生物が生産するホモポリアミノ酸の生合成メカニズムの解明                                                 |
| 第12回 | 2016年2月24日 | 太田淳     | 博士（文学）     | 近世近代インドネシア地域社会の全体史的研究：環境、国家、イスラーム、外来商人・移民、グローバル経済の影響 |
| 第12回 | 2016年2月24日 | 小山弓弦葉 | 博士（文学）     | 「辻が花」の誕生—〈ことば〉と〈染織技法〉をめぐる文化資源学                                              |
| 第12回 | 2016年2月24日 | 川口章     | 博士（農学）     | 植物病害ブドウ根頭がんしゅ病の生物的防除法の開発                                                         |
| 第12回 | 2016年2月24日 | 竹内理     | 博士（医学）     | 自然免疫における炎症調節分子機構の解明                                                                   |
| 第12回 | 2016年2月24日 | 西田究     | 博士（理学）     | 常時地球自由振動現象の研究                                                                               |
| 第12回 | 2016年2月24日 | 林正人     | 博士（理学）     | 有限符号長の情報理論及び量子情報理論の研究                                                               |
| 第13回 | 2017年2月8日  | 川口大司   | 博士（経済学）   | 日本の労働市場における不平等に関する計量経済学的研究                                                     |
| 第13回 | 2017年2月8日  | 杉山将     | 博士（工学）     | 人工知能社会の実現にむけた機械学習の理論と応用の研究                                                     |
| 第13回 | 2017年2月8日  | 野町素己   | 博士（文学）     | カシュブ語を中心とするスラヴ諸語の形態統語構造ならびにその通時的・地理的変化に関する類型論的研究         |
| 第13回 | 2017年2月8日  | 茂呂和世   | 博士（医学）     | 新規免疫細胞の発見と機能解明                                                                             |
| 第13回 | 2017年2月8日  | 山田泰広   | 博士（医学）     | 生体内細胞初期化技術の開発とそのがん細胞運命制御への応用                                                 |
| 第13回 | 2017年2月8日  | 吉田直紀   | Ph.D.（天文学）  | 大規模数値シミュレーションに基づく初期宇宙での構造形成の研究                                             |
| 第14回 | 2018年2月7日  | 鎌田由美子 | Ph.D.            | 絨毯が結ぶ世界—グローバル・ヒストリーから見る京都祇園祭インド絨毯への道                                  |
| 第14回 | 2018年2月7日  | 小松雅明   | 博士（医学）     | 選択的オートファジーの異常と消化器疾患発症機序の解明                                                     |
| 第14回 | 2018年2月7日  | 佐藤俊朗   | 博士（医学）     | オルガノイド培養技術の開発と疾患の病態解明への応用                                                       |
| 第14回 | 2018年2月7日  | 山東信介   | 博士（工学）     | 生体系の分子計測・イメージングにおける画期的NMR分子プローブの開発                                        |
| 第14回 | 2018年2月7日  | 中谷惣     | 博士（文学）     | 中世後期イタリアにおける国家形成の具体相の解明                                                           |
| 第14回 | 2018年2月7日  | 平田晃正   | 博士（工学）     | 人体複合物理と生理応答の統合計算法と応用に関する研究                                                     |
| 第15回 | 2019年2月7日  | 大内正己   | 博士（理学）     | ライマン・アルファ放射体を用いた初期宇宙の観測研究                                                       |
| 第15回 | 2019年2月7日  | 合田圭介   | 博士（理学）     | 超高速イメージング法・分光法の開発とその基礎科学・産業・医療への応用                                     |
| 第15回 | 2019年2月7日  | 小島武仁   | Ph.D.            | マッチングあるいは市場設計（マーケットデザイン）理論の現実への応用可能性の拡張                           |
| 第15回 | 2019年2月7日  | 武部貴則   | 博士（医学）     | 多能性幹細胞を用いたヒト器官原基による固形臓器の発生・再生研究                                           |
| 第15回 | 2019年2月7日  | 竹村俊彦   | 博士（理学）     | エアロゾル気候モデルの開発とその気候変動および黄砂・PM2.5分布予測などの大気環境研究への適用              |
| 第15回 | 2019年2月7日  | 安岡義文   | 博士（哲学)      | 古代エジプトの柱の編年史ならびに建築哲学の研究                                                           |
| 第16回 | 2020年2月18日 | 石崎章仁   | 博士（理学）     | 実時間量子散逸系理論の構築とその光合成初期過程解明への応用                                               |
| 第16回 | 2020年2月18日 | 加藤賢悟   | 博士（経済学）   | ビッグデータと高次元データ解析における統計理論研究                                                       |
| 第16回 | 2020年2月18日 | 倉本尚徳   | 博士（文学）     | 石刻資料の網羅的収集に基づく中国六朝隋唐仏教史の再構築                                                   |
| 第16回 | 2020年2月18日 | 西増弘志   | 博士（農学）     | ゲノム編集ツールCRISPR-Cas9の構造機能研究                                                                |
| 第16回 | 2020年2月18日 | 松下智直   | 博士（理学）     | 植物の光受容体フィトクロムによる遺伝子発現の多段階制御機構の解明                                         |
| 第16回 | 2020年2月18日 | 依光英樹   | 博士（工学)      | 非芳香族化を活用した新規有機合成反応の創出                                                               |
| 第17回 | 2021年1月12日 | 浦川篤     | 博士（自然科学） | 高圧条件・非定常操作による二酸化炭素の高効率触媒的変換と反応メカニズムの解明                             |
| 第17回 | 2021年1月12日 | 岡勇輝     | 博士（生命科学） | 体内の水分・塩分恒常性維持に関わる神経回路の機能的同定                                                   |
| 第17回 | 2021年1月12日 | 鯉渕道紘   | 博士（工学）     | 並列計算機システムの相互結合網へのランダム性導入に関する先駆的研究                                       |
| 第17回 | 2021年1月12日 | 菅谷拓生   | 博士（経済学）   | 私的観測下での繰り返しゲームにおける協調行動の一般理論の証明                                             |
| 第17回 | 2021年1月12日 | 三浦あゆみ | 博士（言語学）   | 英語史における非人称構文の統語法・語彙の実証的研究                                                       |
| 第17回 | 2021年1月12日 | 宮本圭     | 博士（農学)      | 卵内初期化機構に関する研究                                                                               |
| 第18回 | 2022年1月12日 | 岡隆史     | 博士（理学）     | 量子物質の動的制御の理論                                                                                 |
| 第18回 | 2022年1月12日 | 桑村裕美子 | 博士（法学）     | 労働者の多様化に対応した労働者保護法の規制手法に関する比較法的研究                                       |
| 第18回 | 2022年1月12日 | 長縄宣博   | 博士（学術）     | ロシアとイスラーム世界の絡まり合いについての総合的研究                                                   |
| 第18回 | 2022年1月12日 | 南後恵理子 | 博士（理学）     | Ｘ線自由電子レーザーによるタンパク質分子動画解析                                                         |
| 第18回 | 2022年1月12日 | 畠山琢次   | 博士（理学）     | 次世代有機ＥＬ材料の開発                                                                                 |
| 第18回 | 2022年1月12日 | 山中直岐   | 博士（生命科学） | 昆虫の成長を制御するステロイドホルモンの作用機序の解明                                                   |
| 第19回 | 2023年2月7日  | 五十嵐啓   | 博士（医学）     | 連合記憶を司る神経回路機構の解明と認知症モデルにおける機能異常の研究                                     |
| 第19回 | 2023年2月7日  | 伊藤亜紗   | 博士（文学）     | 障害当事者がもつ身体感覚の質的解明および利他的なケアのあり方をめぐる研究                                 |
| 第19回 | 2023年2月7日  | 近藤絢子   | 博士（経済学）   | 若年・高齢者労働市場の実証分析と医療・社会保障政策の政策評価                                             |
| 第19回 | 2023年2月7日  | 三宮工     | 博士（理学）     | 加速電子と光の位相抽出および波面制御                                                                     |
| 第19回 | 2023年2月7日  | 野田口理孝 | 博士（理学）     | 植物の全身性シグナル伝達機構と接木研究                                                                   |
| 第19回 | 2023年2月7日  | 堀毛悟史   | 博士（工学）     | 配位高分子ガラスの創出と機能開拓                                                                         |